# Intoxicació alcohòlica
La intoxicació alcohòlica (també coneguda com a borratxera o embriaguesa), és un estat psicològic causat per un alt nivell d'etanol (alcohol) en sang d'una persona o animal.
Els símptomes més comuns d'una intoxicació alcohòlica inclouen dificultat de parla, eufòria, trastorns de l'equilibri, pèrdua de coordinació muscular (atàxia), enrogiment facial, vòmits, ulls vermells, reducció de la inhibició i comportament erràtic. En casos severs, pot causar un coma o la mort.
Els toxicòlegs utilitzen el terme “intoxicació alcohòlica” per distingir-la entre les intoxicacions causades per altres toxines que no siguin l'etanol i, sovint, també és emprat a urgències pels professionals de la salut.

## Propietats fisicoquímiques de l'etanol

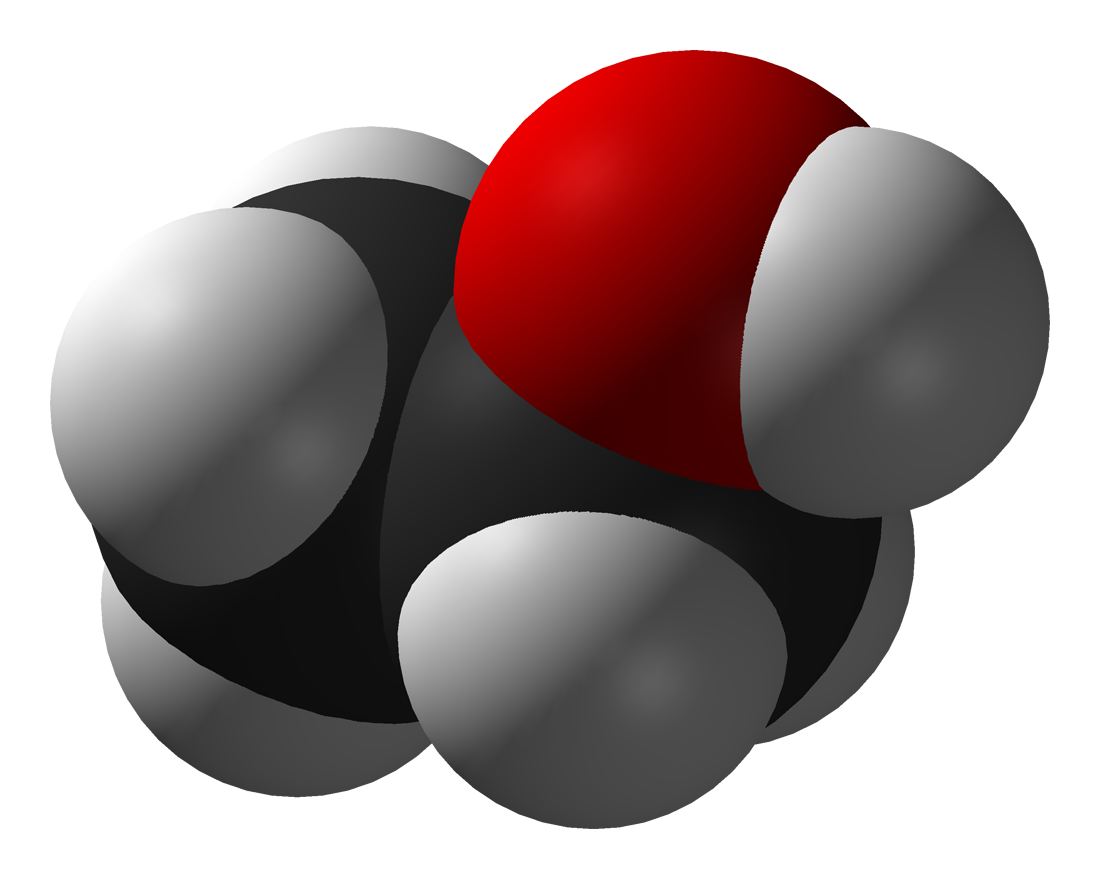
Model tridimensional de boles de l'etanol

L'etanol, també anomenat alcohol etílic, és un líquid a temperatura ambient, incolor i altament inflamable.
La seva estructura molecular pot ser representada com una cadena alifàtica de dos carbonis units per un enllaç simple, un dels quals té unit un grup hidroxil a la seva estructura. Aquest grup hidroxil i la mida reduïda de la cadena alifàtica li confereix a la molècula solubilitat en aigua, així com en la majoria dels dissolvent orgànics (acetona, cloroform, diclorometà ...).
Com a dissolvent, l'etanol pot solubilitzar ions fins a cert grau degut a la presència del grup hidroxil en la seva estructura, fet que crea un dipol en la molècula permetent dissoldre també substàncies polars en certa manera.
Aquest mateix grup hidroxil possibilita la formació de ponts d'hidrogen entre les molècules de l'alcohol, que, juntament amb les forces de Van der Waals, fan que l'etanol, tot i ser un dissolvent orgànic, presenti un punt d'ebullició bastant alt, situant-se a 78 °C a 1 atm. Pel que fa al punt de fusió, aquest se situa a -117 °C.
Té un pes molecular de 46.0684 g/mol, i una densitat de 0.789 kg/L.
L'etanol es pot obtenir mitjançant la fermentació de glucosa, essent un procés biològic inherent a alguns llevats, com els del gènere Saccharomyces. El procés es pot sintetitzar amb la següent fórmula:
També es pot obtenir industrialment mitjançant la hidratació d'etilè, catalitzat per àcid fosfòric. El procés pot ésser representat per la fórmula:

## Vies metabòliques de l'etanol
El destí primerenc de l'alcohol un cop ingerit és el tracte gastrointestinal, lloc on es duran a terme les primeres reaccions metabòliques gràcies als bacteris de la flora resident en la zona. En aquest primer pas no està gaire definida la quantitat d'etanol processada, ja que hi ha diversos factors que n'afecten la seva absorció com, per exemple, el tipus de beguda, la ingesta prèvia d'aliments o fàrmacs que contribueixin en ella, així com les característiques pròpies de cada persona. S'ha de tenir en compte que aquest pas no és gaire significatiu en comparació amb tot el procés metabòlic en general, ja que el metabolisme hepàtic en concret oxida gairebé el 90% de l'etanol. L'absorció durant aquest temps, però, es pot veure disminuïda a causa de la ingesta crònica d'alcohol, ja que es redueix l'activitat gàstrica a conseqüència de la lesió de la seva mucosa.
A partir d'aquí, l'etanol és transferit al torrent sanguini mitjançant un procés de difusió simple per arribar al fetge on, en els hepatòcits, patirà una de les tres rutes que s'expliquen a continuació. Cal dir que el producte metabòlic de cadascuna d'aquestes vies és el mateix, l'acetaldehid, però difereixen en el receptor de les molècules de l'hidrogen així com en les seves conseqüències metabòliques.

### ADH (Alcohol Deshidrogenasa)
Aquesta ruta és duta a terme en el citosol de la cèl·lula i és la via majoritària d'oxidació de l'etanol.
Al llarg d'aquesta ruta, l'etanol és transformat en acetaldehid gràcies a l'acció enzimàtica de l'Alcohol Deshidrogenasa (ADH). Aquest enzim és dependent de la Nicotinamida Adenina Dinucleòtid (NAD), ja que aquesta actua com a receptor dels hidrògens durant l'oxidació donant com a productes finals l'acetaldehid i el NADH, els quals són responsables en gran part dels efectes tòxics de l'alcohol i de la resposta metabòlica de l'organisme a aquests.
L'excés de NADH al citosol, on es localitza la ADH, no es pot transportar directament al mitocondri, ja que les seves membranes són impermeables a aquest. El procés de reoxidació mitocondrial és, d'aquesta manera, indirecte. Es duu a terme mitjançant reaccions on els reactius reduïts de les deshidrogenases són transportats des del citosol als mitocondris, per allà oxidar-los i tornar-los de nou al citosol.
Via metabòlica de l'etanol per ADH

### Sistema oxidatiu microsomal (MEOS)
El sistema oxidatiu microsomal consisteix en un conjunt d'enzims amb activitat NADPH oxidasa com a agent oxidatiu de l'etanol i és activa a pH fisiològic.
Les reaccions que es duen a terme durant aquest procés ho fan en el reticle endoplasmàtic llis (on s'ubiquen els microsomes), concretament en el subconjunt CYP2E1 del citocrom P450.
El citocrom P450 és un conjunt de proteïnes que utilitzen compostos endògens i exògens com a substrats de les seves reaccions enzimàtiques. El CYP 2E1 és la forma específica d'aquest citocrom encarregada del metabolisme oxidatiu de l'etanol i representa un 5% de l'activitat d'aquest enzim al fetge.
El metabolisme oxidatiu en els microsomes consisteix a fer més polar una substància gràcies a la incorporació d'oxigen atmosfèric perquè pugui ésser eliminada per l'orina. El citocrom P450 oxida o redueix substàncies mitjançant el seu anell hemo reactiu, així que l'etanol, com la majoria de drogues consumides, és metabolitzat mitjançant aquests enzims xenobiòtics amb un àtom de ferro com a fonamental receptor o donador d'electrons i amb el NADPH i el citocrom P450 reductasa com a cofactors. Posteriorment, el metabòlit serà conjugat a una molècula altament hidrosoluble, com pot ésser l'àcid glucurònic, per a ser excretat.
Una de les particularitats del citocrom CYP2E1 és que també té com a substrat l'acetaminofèn (paracetamol). Aquest, en ser metabolitzat en combinació amb sulfats, forma un metabòlit hepatotòxic molt reactiu, la N-Acetil-p-benzoquinoneimina (NAPQI). En circumstàncies normals, aquesta és desintoxicada de manera ràpida pel fetge gràcies a l'acció de la N-acetilcisteïna, estimulant la conjugació del metabòlit amb el glutatió (substància neutralitzadora). El problema ve provocat pel fet que el fetge no pot metabolitzar simultàniament l'acetaminofèn i l'alcohol, donat que actuen com a substrat del mateix enzim. Quan ens trobem davant d'una sobredosi de paracetamol, d'una d'alcohol o d'una combinació d'ambdues substàncies s'augmenta la producció de l'intermediari tòxic esmentat disminuint la concentració del glutatió, així com la seva acció neutralitzadora i defensiva. Per tant, la NAPQI és una de les grans responsables de l'hepatotoxicitat, un dels motius pels quals els alcohòlics tenen un alt risc de desenvolupar-la tot i consumir dosis terapèutiques d'acetaminofèn.
Via metabòlica de l'etanol als microsomes

### Catalasa
Aquesta ruta és duta a terme en els peroxisomes. L'etanol és oxidat a acetaldehid gràcies a la presència del peròxid d'hidrogen, fent que la catalasa catalitzi aquesta reacció.
Aquesta via és força important en l'actuació de l'etanol sobre el sistema nerviós central, evidència demostrada pel fet que la producció en excés d'agents oxidants com el superòxid o el peròxid d'hidrogen, conseqüència de la ingesta de grans quantitats d'alcohol, provoca danys a les membranes cel·lulars. L'acetaldehid produït és un metabòlit molt reactiu, motiu pel qual és considerat responsable de moltes de les accions tòxiques secundàries al consum d'alcohol.
Via metabòlica de l'etanol en els peroxisomes

### Altres vies
Hi ha altres rutes que es poden considerar vies metabòliques menors, com l'esterificació dels àcids grassos o la glucoronoconjugació, o vies no oxidatives, com l'orina, la suor o la respiració, representatives de l'eliminació del 6-10% de l'etanol.
L'Aldehid Deshidrogenasa (ALDH), enzim predominant als mitocondris del fetge, s'encarrega de l'últim pas de l'oxidació: transformar l'acetaldehid produït en qualsevol de les vies metabòliques en acetat. Aquest últim és utilitzat per a la producció d'Acetil-CoA en altres teixits o en el mateix fetge, usant l'enzim Acetil-Coa sintetasa, per entrar al cicle de l'àcid cítric (cicle de Krebs) i continuar amb el seu processament seguint les seves pròpies rutes metabòliques.

## Fisiopatologia
Alguns dels símptomes generals que pot presentar una persona intoxicada per etanol poden ser: confusió, vòmits, ira i tendències perilloses, convulsions (atacs), respiració lenta (menys de vuit respiracions per minut) i pell pàl·lida, blavosa, freda i enganxosa
Els efectes aguts de l'etanol són, en gran part, deguts a la seva naturalesa com a depressor del sistema nerviós central, i depenen de la concentració d'alcohol en sang:
- 20–99 mg/dL – deteriorament de la coordinació i eufòria.
- 100–199 mg/dL – Atàxia (incapacitat de coordinar voluntàriament moviments musculars), falta de raó i estat d'ànim làbil (inestable).
- 200–299 mg/dL – Atàxia pronunciada, manca de criteri, trastorns de parla, estat d'ànim inestable, nàusees i vòmits.
- 300–399 mg/dL – Lapsus de memòria, comportament inestable i etapa 1 de l'anestèsia.
- 400+ mg/dL – insuficiència respiratòria, coma i mort.

Així que una persona beu, sorgeix la somnolència i l'estat d'estupor (greu disminució de l'activitat intel·lectuals, que semblen reduïdes al no res). Per acabar, el sistema respiratori esdevé insuficient i la persona deixa de respirar. El més important pels amics que veuen algú amb efectes aguts d'excés d'alcohol és aconseguir tractament mèdic d'urgència. És comú que els pacients comatosos aspirin en seu propi vòmit fins als pulmons, provocant així una asfíxia o ofec, que deriva en pneumònia si s'aconsegueix sobreviure. Les depressions del Sistema nerviós central (SNC) i els continuats efectes de la coordinació motora afectada amb la falta de judici (o raó) augmenten les probabilitats que ocorrin lesions accidentals. S'estima que aproximadament un terç de les morts relacionades amb l'alcohol són degudes a accidents (32%) i un altre 14% degudes a lesions intencionades.
A més de les fallades respiratòries i els accidents causats pels efectes del sistema nerviós central, l'alcohol causa importants trastorns metabòlics. La hipoglucèmia es produeix a causa de la inhibició de la gluconeogènesi de l'etanol, especialment en nens, i pot causar acidosi làctica, cetoacidosi i insuficiència renal aguda. L'acidosi metabòlica és agreujada per la insuficiència respiratòria. Els pacients també poden presentar hipotèrmia.
L'alcohol és metabolitzat pel fetge normal per un ritme d'aproximadament una “unça” (una cervesa normal, un got de mida regular de vi) cada 90 minuts. Un fetge “anormal” amb condicions com hepatitis, cirrosis, malalties en la vesícula biliar i càncer, tindrà un ritme de metabolisme més baix.

### Efectes sobre l'organisme

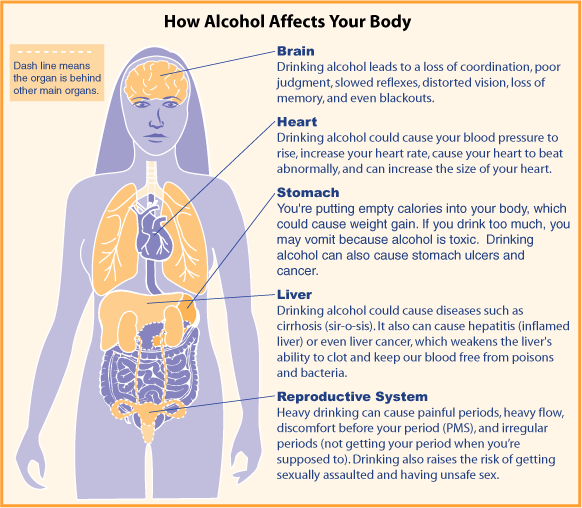
Esquema dels efectes de l'alcohol sobre l'organisme

En ingerir alcohol, el 30% d'aquest és absorbit per la mucosa de l'estómac i el 70% restant pel duodè. També pot ser absorbit pel colon i s'han descrit casos en què l'absorció pulmonar d'alcohol vaporitzat indueix a la mort. L'etanol absorbit per l'aparell digestiu és dissolt a la sang, des d'on es distribueix a diferents òrgans i teixits de l'organisme seguint l'espai de l'aigua corporal.
La seva degradació és essencialment oxidació hepàtica (el 90%) i el 10% restant pot ser eliminat per altres vies, com els ronyons o els pulmons. Al fetge, és gairebé tot metabolitzat a un ritme de 15 a 20 mg/dl/hora (depenent del pes corporal i del pes del fetge). El ritme d'oxidació d'alcohol en alcohòlics crònics és molt més ràpid. El fetge converteix l'alcohol en una substància que no esdevé tòxica per al nostre cos, mentre l'alcohol restant que no es pot metabolitzar, ja que hi és en excés, circula per la sang danyant diferents òrgans. Aquí, apareixen els símptomes deguts a l'afectació del cor, l'estómac i el sistema nerviós (sobretot el SNC). A més, el metabolisme de l'alcohol al fetge produeix fins a 600 calories, que són emmagatzemades en forma de greix al nostre organisme.
D'una manera simplificada, podem dir que l'etanol és una toxina i que afecta diverses funcions de l'organisme, en trencar els teixits i interferir en els processos que construeixen i reparen el cos. Antigament, es creia que l'alcohol era un agent farmacològic inespecífic que afectava molts sistemes neurotransmissors del cervell. Actualment, però, estudis farmacològics moleculars han demostrat que l'alcohol tan sols té uns pocs objectius primaris. Molts efectes perjudicials es focalitzen sobre el sistema nerviós central, però també van lligats amb problemes cardiovasculars i dels aparells respiratori i digestiu. També pot provocar desequilibris hormonals.

### Efectes sobre el SNC
El sistema nerviós central pot ser perjudicat per l'abús d'alcohol de diverses maneres. El dany als teixits és l'efecte advers més evident, i pot comportar, a llarg termini, una demència o alguna altra síndrome relacionada. Sens dubte, és la part de l'organisme més afectada per la droga.
L'alcohol afecta directament sobre les membranes cel·lulars i els neurotransmissors del Sistema nerviós central (SNC) actuant com a depressor d'aquest.
L'alcohol modifica l'estructura física de les membranes així com la seva composició química, i tot i que ho fa d'una forma reversible, en interaccionar amb la bicapa lipídica afecta el funcionament de les bombes iòniques (Na-K), als receptors dels neurotransmissors i als continguts de calci intracel·lular i de la membrana, alterant així la conducta i les capacitats de l'individu.
L'efecte estimulant inicial sobre la capacitat psicomotriu vindria lligat a un augment en l'alliberació d'acetilcolina cerebral i amines biògenes (dopamina, noradrenalina, serotonina), que després resultaria en una depressió i una pèrdua de les capacitats de reacció. En casos d'etilisme agut, també augmenten els nivells d'àcid gamma-aminobutíric (GABA): un potent inhibidor del SNC. El mateix etanol és capaç d'augmentar l'afinitat del GABA pel seu receptor, responsable de l'efecte depressor.
El resultat final a línies generals és una estimulació inicial amb estat d'eufòria a petites dosis i una inhibició i estat de somnolència a grans dosis.

### La dopamina i l'alcohol: un exemple d'afectació sobre un neurotransmissor

Molècula de dopamina

L'alcohol augmenta l'alliberament de la dopamina, un depressor, en els espais entre neurones. La dopamina és un neurotransmissor que passa els impulsos nerviosos d'una neurona a una altra. Per compensar l'excés de dopamina, el cos elimina els receptors per reduir la sensibilitat de les neurones al neurotransmissor. Després que aquests canvis s'hagin produït, l'eliminació de l'alcohol provoca un dèficit de dopamina que resulta molt perillós per a l'organisme. Les neurones es queden sense receptors per detectar la quantitat normal de dopamina en el cos. La manca de detecció dels depressors pot produir convulsions prou greus com per causar la mort. A un nivell menys exagerat, els seus efectes consisteixen en una disminució considerable de les capacitats de resposta de l'individu. Aquesta pèrdua de reflexos és el principal causant d'accidents de trànsit en aquelles persones que condueixen sota els efectes de l'alcohol.
Els neurotransmissors, que tenen un gran ventall d'acció al cervell, són els principals determinants de les alteracions al SNC a curt i a llarg termini. De fet, un nou estudi ha declarat que una deficiència d'un receptor de la dopamina (dopamina D2) comporta canvis en la resposta del cervell vers la beguda. Aquesta seria considerada la primera evidència directa que existeix una propensió genètica a l'alcoholisme

### Efectes sobre el fetge i altres òrgans
Els danys més greus causats pel consum d'alcohol es produeixen en el fetge, que és el centre de degradació de la droga mitjançant l'Alcohol Deshidrogenasa (ADH).
L'acetaldehid, que és el metabòlit produït fruit de la degradació de l'etanol, és una substància encara més tòxica que pot causar danys substancials, incloent cirrosi en el 10% de les persones amb alcoholisme. Els danys hepàtics són més comuns i es desenvolupen més ràpid en dones que en homes.
Pel que fa a altres òrgans, un consum continuat d'alcohol irrita les parets estomacals i pot arribar a desenvolupar úlceres. Al fetge, a part de la formació d'acetaldehid, també s'acumulen greixos que poden interferir en el seu correcte funcionament. Pel que fa a la circulació, augmenta la pressió sanguínia que, juntament amb un increment del nivell de triglicèrids, pot resultar en un infart de miocardi.

### Coma etílic
La intoxicació alcohòlica aguda pot desencadenar diferents situacions al nostre organisme: un estat no complicat (l'anomenat estat d'embriaguesa), una intoxicació aguda amb alteració psicomotriu o un coma etílic, que sol ser profund. El coma és un estat de pèrdua de consciència degut a lesions del SNC com hemorràgies, inflamacions, tumors, anomalies metabòliques, intoxicacions, traumatismes, etc. Durant l'estat comatós es dona hipotèrmia, hipotensió, insuficiència respiratòria, falta de reflexos, convulsions i molts d'altres símptomes que depenen també de la causa d'aquest i de l'estat del pacient segons el tractament rebut.
Un coma etílic té lloc degut a una intoxicació alcohòlica greu. Tot i que la quantitat d'alcohol ingerit que causa el coma és variable segons el tipus de beguda i la persona (si beu freqüentment i pren estimulants: cafè, te o vi i cervesa diaris), quan s'arriba a un nivell d'alcoholèmia (nivell d'alcohol en sang) de 3g/l (o més), se sol desencadenar un coma etílic.
En casos de sobredosi etílica, l'alcohol altera funcions i processos vitals del nostre organisme com la respiració, la pressió arterial, el pols, la circulació sanguínia o altres, fet que explica el perquè d'aquest estat de pèrdua de consciència (coma) al que s'arriba. Dins d'un estat comatós separem entre un primer coma o estat vegetatiu i un coma profund. Durant l'estat vegetatiu, una persona pot satisfer a les demandes sensorials del seu entorn i, si el coma avança, el pacient empitjorarà fins a un coma profund, en el que la persona no sentirà res, no es mourà i hi haurà una respiració insuficient.

## Símptomes i signes de la intoxicació
- Excitació psicomotora.
- Eufòria.
- Desinhibició.
- Trastorns psicomotors.
- Trastorn en la parla.
- Alteració de la visió.
- Nàusea.
- Vòmit.
- Coma etílic (en casos greus).

Cartell de propaganda contra l'alcoholisme a França al començament del segle XX

- Mort (per aturada respiratòria, en casos greus).

## Diagnòstic
Per determinar si una persona està intoxicada és necessari observar el seu comportament mentre el subjecte és sobri per establir una línia bàsica, descartant cap condició preexistent d'hipoglucèmia, d'ús de drogues a més de l'alcohol, de problemes de salut mental, entre altres trastorns previs. Hi ha força criteris coneguts que poden usar-se per establir un diagnòstic probable. Per a un metge, en un marc de tractament agut, la intoxicació alcohòlica pot semblar-se a altres trastorns mentals aguts, a part d'anar molt sovint combinada amb altres drogues que poden complicar el diagnòstic i el tractament.
És per això que el diagnòstic definitiu es basa en una anàlisi de sang per quantificar el nivell d'alcohol i normalment és realitzat com a part d'un examen toxicològic més complet. Molts pacients estan desinhibits, sobretot quan les represàlies legals són poc probables (per exemple, quan la policia no és present), així que poden revelar informació que simplificarà el diagnòstic.
Existeixen diferents tests d'intoxicació informals. Com són auto-tests, però, són poc fiables i no són recomanats com a forces dissuasives per a una intoxicació excessiva.
Per exemple, a Nova Anglaterra hi ha un test que hauria de ser considerat una llegenda urbana o folklore. Més conegut com la “Prova del Pessic” o “Prova del Cop”, requereix que el bevedor fregui els dits polze i índex (de cada mà) des de dalt del nas, cap avall i els costats, o a través de les galtes fins a la barbeta (com si s'acariciés la barba). Suposadament, aquesta prova es basa en la percepció que té cadascú de la fricció. Si la sensació de contacte persisteix (si després de treure els dits de la cara encara els sents), no estàs intoxicat. Si la sensació no persisteix, se suggereix que has de deixar de beure.
També existeixen diverses unitats d'anàlisi del nivell d'alcoholèmia que venen diferents productors. Com és molt probable que no s'ajustin als models utilitzats per la policia, però, s'avisa que aquests aparells haurien de ser utilitzats per motius personals i no per detectar si algú és legalment apte per conduir un vehicle de motor.

## Pronòstic
Un fetge sa desintoxica la sang carregada d'alcohol en un període determinat de temps que dependrà de la concentració d'alcohol en sang inicial i de la condició física general del pacient. D'altra banda, un fetge danyat ho acabarà aconseguint perquè l'alcohol no provoca fallides hepàtiques, però ho farà en un període més llarg de temps.
Els bevedors habituals o aquells qui hagin estat bevent en abundància durant diversos dies o setmanes potser pateixen de síndrome d'abstinència després que la intoxicació aguda hagi remès.
Una persona consumidora d'elevades quantitats d'alcohol de manera persistent pot desenvolupar esvaïments o desmais provocats per la intoxicació etanòlica i símptomes patològics d'alcoholisme. A llarg termini pot provocar danys greus en el fetge i altres efectes perjudicials per a la salut a nivell general.

## Tractament
El tractament d'emergència en els casos d'intoxicació etílica aguda s'esforça, en primera instància, en estabilitzar el pacient i mantenir les vies respiratòries alhora que l'alcohol es metabolitza.
Un cop garantida l'estabilitat del pacient, s'ocupa de:
- Protegir les constants vitals a través del monitoratge del pacient (ABC's: Airway, Breathing, Circulation). Si es considera que està en greu risc de depressió respiratòria, se'l proveeix d'un tub endotraqueal per assegurar el no col·lapse de les vies respiratòries, proporcionant-li respiració assistida.
- Protegir les vies respiratòries de l'aspiració de contingut estomacal que podria causar afeccions pneumòniques.
- Tractar la hipoglucèmia amb 50ml al 50% de dextrosa en solució i anivellar el flux salí, ja que l'etanol provoca insensibilitat al glucagó.
- Administrar tiamina per a prevenir la síndrome de Wernicke-Korsakoff, la qual causa atacs d'apoplexia. La tiamina, però, és més utilitzada en el tractament d'alcoholisme crònic, encara que en contextos d'intoxicació etílica aguda ajuda a aconseguir beneficis immediats.
- Comprovar els nivells d'urea i d'electròlits per a procedir amb el reemplaçament de fluids.
- Aplicar tractaments d'hemodiàlisi si la concentració d'etanol en sang és perillosament alta (més de 400mg%) i, especialment, si hi ha una acidosi metabòlica.
- Proveir d'una teràpia d'oxigen via nasal si és necessària o mitjançant mascareta.

Posteriorment, al pacient se li subministrarà medicació addicional indicada per al tractament de les nàusees, tremolor i ansietat.

## Societat i cultura

### Epidemiologia

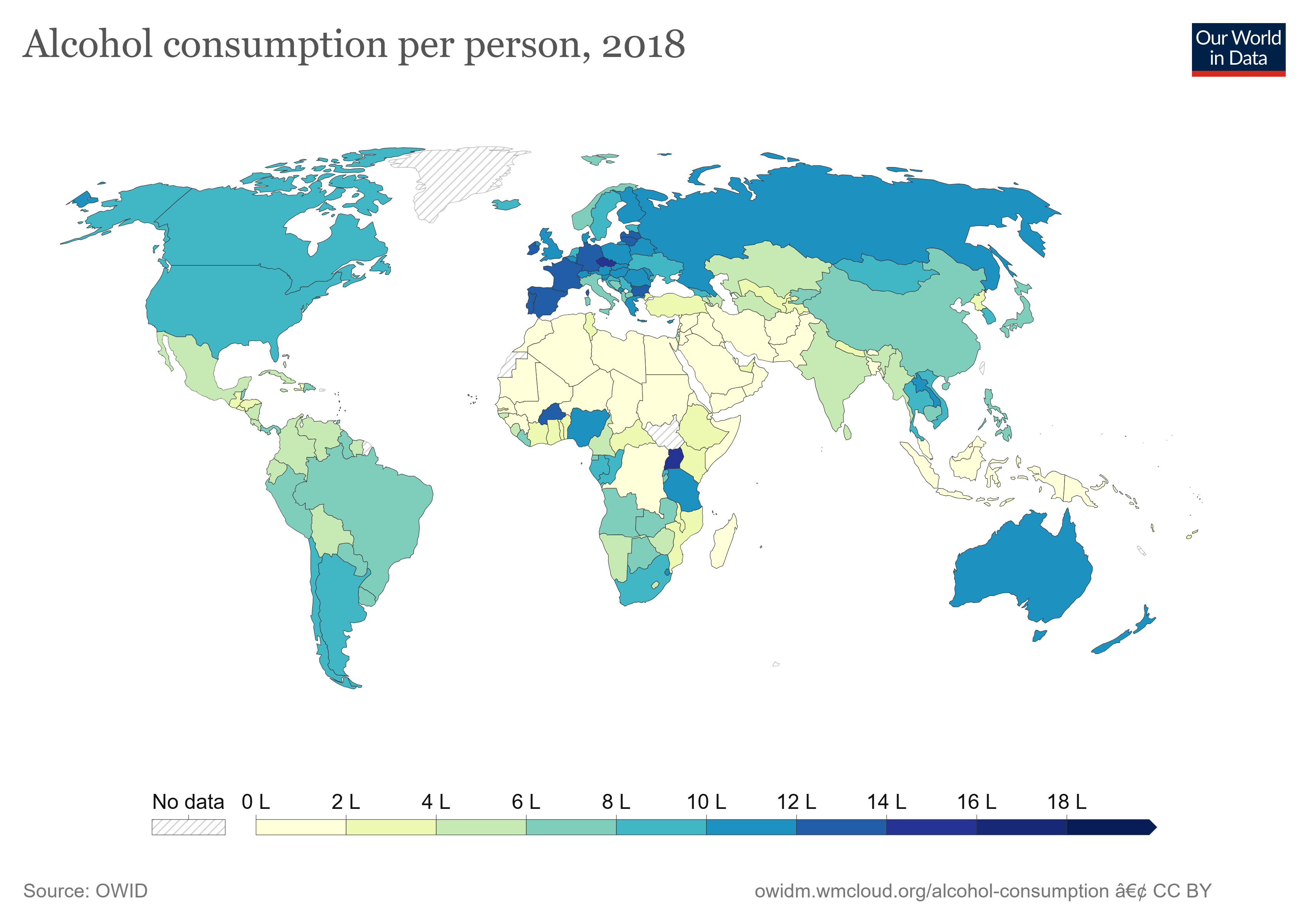
Mapa del món on es mostra el consum d'alcohol per capita

Les causes més comunes de la ingesta abusiva d'alcohol (on es troben principalment les condicions abans esmentades) inclouen la depressió, l'alcoholisme, la inexperiència amb el control d'alcohol consumit, absència d'autocontrol...

### Legalitat
Les lleis sobre l'alcoholisme varien en cada país i regió. Per exemple, als Estats Units, és motiu d'imputació criminal el fet de conduir un vehicle motoritzat, un avió o fins i tot controlar una atracció d'un parc d'atraccions sota els efectes de l'alcohol. Aquest cas també es dona al Regne Unit i en altres països. En altres països, es considera un acte criminal servir alcohol a una persona que ja vagi sota els efectes d'aquest, havent-hi implantats programes per formar al personal que ha de servir les begudes alcohòliques i, en la majoria dels casos, només pot ser distribuït pel personal que disposa d'aquesta formació.
El nivell d'alcohol en sang o taxa d'alcoholèmia (BAC) és una mesura que es basa en la relació percentual entre la quantitat d'alcohol per unitat volumètrica de sang. Aquesta taxa es pot calcular a partir de la fórmula de Widmark:
C=A/(m·R)
On:
- C és la concentració d'alcohol en sang
- A és la massa en grams d'alcohol ingerida
- m és la massa de l'individu en quilograms
- R és el factor de distribució en l'individu, que pot prendre aquests valors:

Homes: 0,68 ... 0,70
Dones/Joves: 0,55-0,60
Lactants/Nens petits: 0,75-0,80
Segons el país aquesta taxa varia, essent un 0,00% a Romania o bé un 0,08% al Regne Unit.
A més, tant als Estats Units com a la majoria de països està prohibit als tripulants d'avions, sigui amb passatge o sense aquests, presentar una taxa d'alcoholèmia superior al 0,04% i haver-hi un espai mínim de 8 hores des de la consumició de l'alcohol fins a l'enlairament de l'aparell.
Tant als Estats Units com a la majoria de la Unió Europea, la policia pot arrestar a aquelles persones que vagin begudes per desordre públic si l'acte es dona en un lloc públic com un parc.
El cas més típic es dona entre els joves quan es reuneixen per fer el que comunament es coneix com a botellada, podent imputar multes de 350 euros en el cas d'Espanya.
També es penalitza durament la venda d'alcohol a menors, havent-hi lleis estrictes que en prohibeixen la venda a aquests, amb penalitzacions econòmiques i penals, en alguns casos, per als venedors
Tot i les moltes lleis i taxes que hi ha al voltant de l'alcohol, és la droga per excel·lència en la majoria de comunitats, gaudint de certa impunitat front la societat amb el que el seu consum comporta, ja que està acceptada per aquesta, en la majoria dels casos.

### Religió i l'alcohol
Molts grups religiosos permeten el consum d'alcohol, amb la contrapartida d'alguns que en prohibeixen el seu consum en qualsevol situació.
Per exemple, en l'Alcorà es prohibeix la ingesta de qualsevol beguda alcohòlica que estigui feta a partir de raïm, i la intoxicació o el consum desmesurat d'aquestes és considerada una abominació en el Hadith. Les escoles islàmiques de la llei (Madh'hab) han interpretat que aquest fet és una estricta prohibició de la consumició de tots els tipus d'alcohol i ho han declarat com “haraam” (prohibides), tot i que n'hi ha algunes que són permeses la seva consumició.
Alguns cristians protestants han prohibit la ingesta d'alcohol perquè alguns passatges de la Bíblia condemnen l'ebrietat, en contraposició a altres que permeten un ús moderat de l'alcohol. El vi és una part essencial de la història de la cristiandat, sobretot en el ritu de la comunió. En el llibre dels Proverbis (Pr 31:4-7) es troben unes paraules del Rei Lemuel sobre el consum de vi:
| « | No convé als reis de donar-se al vi, Lemuel, ni als prínceps de deixar-se endur per la beguda, que si beuen oblidaran les lleis i violaran els drets dels oprimits. Més aviat porteu beguda al qui està perdut, vi al qui viu en l'amargor: que begui i oblidarà la misèria, ja no recordarà la seva pena. | » |

A l'Església de Jesús Crist dels Sants dels Últims Dies, la ingesta d'alcohol està prohibida, fins al punt que el teetotalisme (abstenció de l'alcohol) ha esdevingut un signe distintiu dels seus membres.
En el Budisme, la intoxicació alcohòlica està prohibida tant als monges com als creients. Els creients segueixen els Cinc Preceptes Morals, un dels quals prohibeix la consumició de substàncies intoxicants, com l'alcohol, excepte si cal per raons mèdiques. Els preceptes dels monges són igual o més estrictes.
En el Vixnuisme, una forma de l'hinduisme, específicament el Vixnuisme Gaudia, un dels quatre principis regulatius és el d'abstendre's de la ingesta de qualsevol tòxic, fet que exclou la consumició d'alcohol.

### En anglès
- Bales, Robert F. "Attitudes toward Drinking in the Irish Culture". In: Pittman, David J. and Snyder, Charles R. (Eds.) Society, Culture and Drinking Patterns. Nova York: Wiley, 1962, pp. 157–187.
- Gentry, Kenneth L., Jr., God Gave Wine: What the Bible Says about Alcohol. Lincoln, Calif.: Oakdown, 2001.
- Rorabaugh, W.J. "The Alcoholic Republic," Chapter 2 & 5, Oxford University Press.
- Sigmund, Paul. St. Thomas Aquinas On Politics and Ethics. W.W. Norton & Company, Inc, 1988, p. 77.
- Walton, Stuart. Out of It. A Cultural History of Intoxication. Penguin Books, 2002. ISBN 0-14-027977-6.
- Recursos interactius de: Boyer R. Concepts in Biochemistry. WILEY

### En espanyol
- Barranco Ruiz F y otros. Principios de Urgencias, emergencias y cuidados críticos. UNINET
- Sancís Fortea M, Cuevas Badenes J, Sanchis Arnau MªA. Enzimas del metabolismo del etanol: su posible contribución a la predisposición genética del alcoholismo. Addicciones, 1999; 11(2): 115-123.
- Ferrari LA. Análisis toxicológico del etanol y su interpretación forense. Ciencia Forense Latinoamericana, 2008; 2(1-2): 20-35
- Cederbaum AI. Farmacocinética y aspectos forenses del alcohol. Mount Sinai School of Medicine (New York). Arxivat 2009-08-06 a Wayback Machine.
- Galli E, Feijoo L. Citocromo P-450 y su importancia clínica. Revista de Neuro-Psiquiatria, 2002; 65: 187-201